# Тарасівка (Казанківська селищна громада)
Тара́сівка — село в Україні, у Казанківській селищній громаді Баштанського району Миколаївської області. Населення становить 56 осіб.